# Tobagoa maleolens
Tobagoa maleolens är en måreväxtart som beskrevs av Ignatz Urban. Tobagoa maleolens ingår i släktet Tobagoa och familjen måreväxter. Inga underarter finns listade i Catalogue of Life.